# Comté de Uintah
Pour les articles homonymes, voir Uinta.
Ne doit pas être confondu avec Comté de Uinta.
Le comté de Uintah (en anglais : Uintah County) est l'un des vingt-neuf comtés de l'État de l'Utah, situé en son nord-est, aux États-Unis. Le siège du comté est à Vernal. Selon le recensement de 2010, sa population s'élève à 32 588 habitants. Il borde le Colorado à l'est.

## Galerie

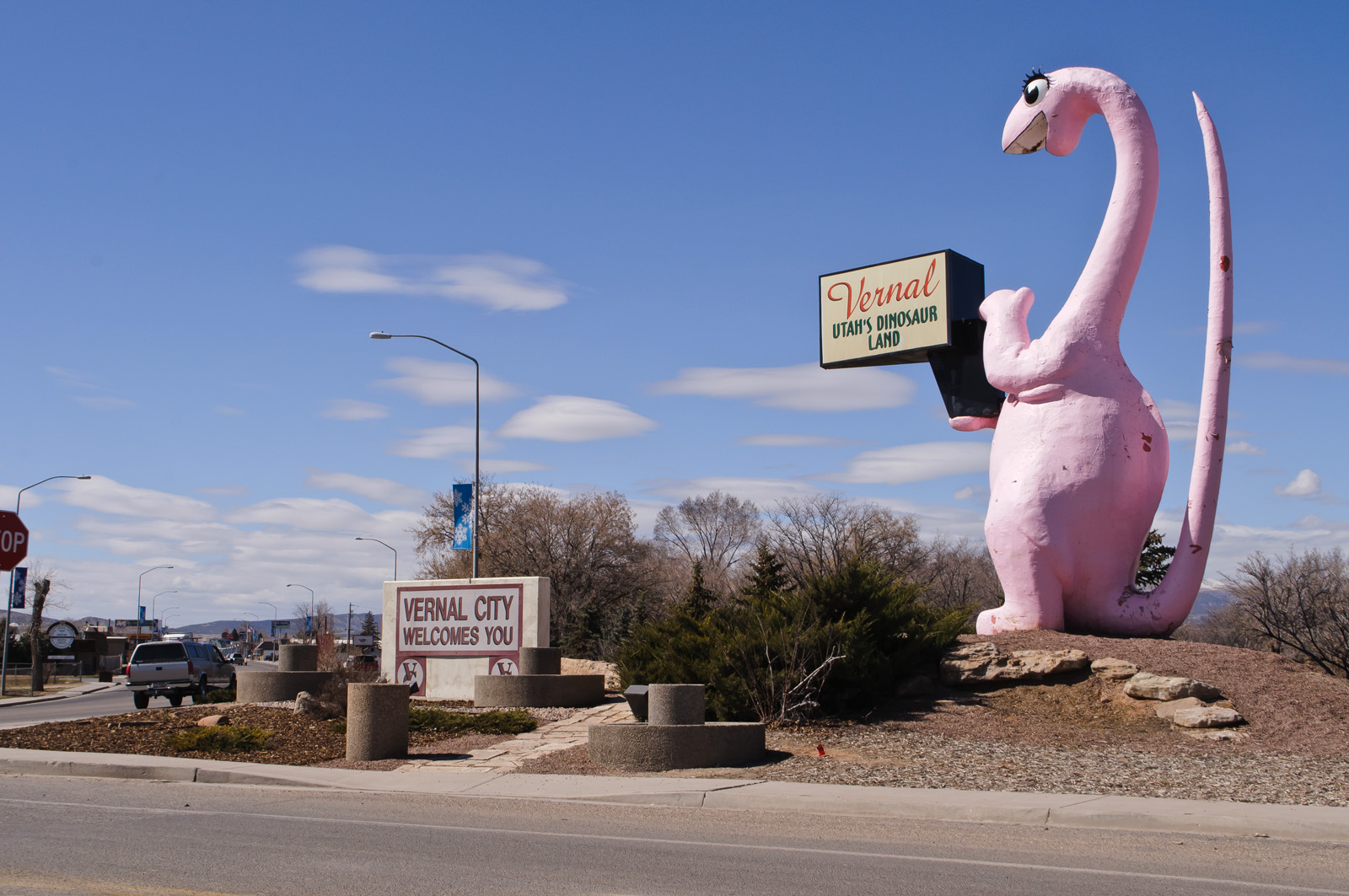
Entrée de Vernal.
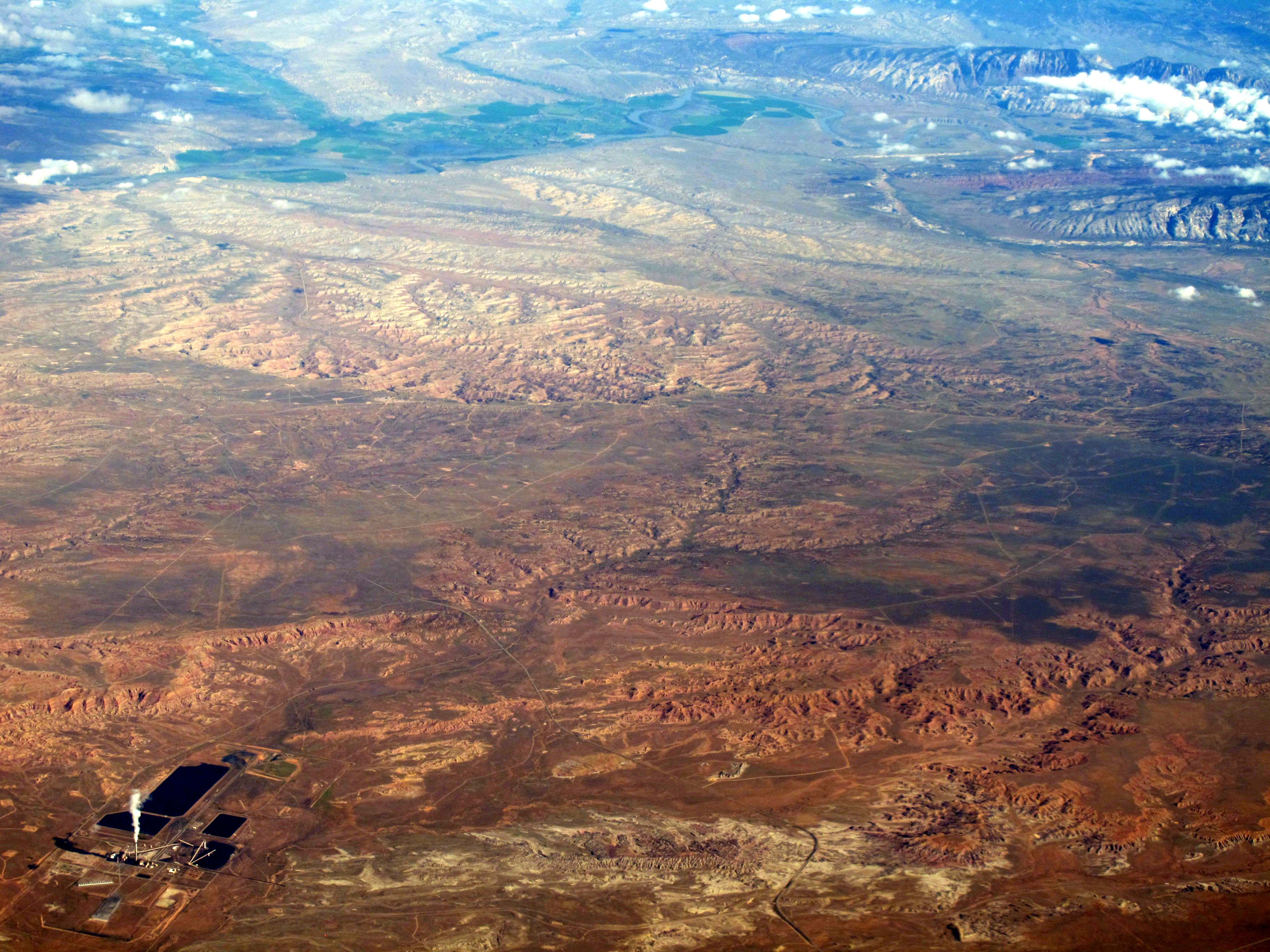
Bonanza, centrale électrique.
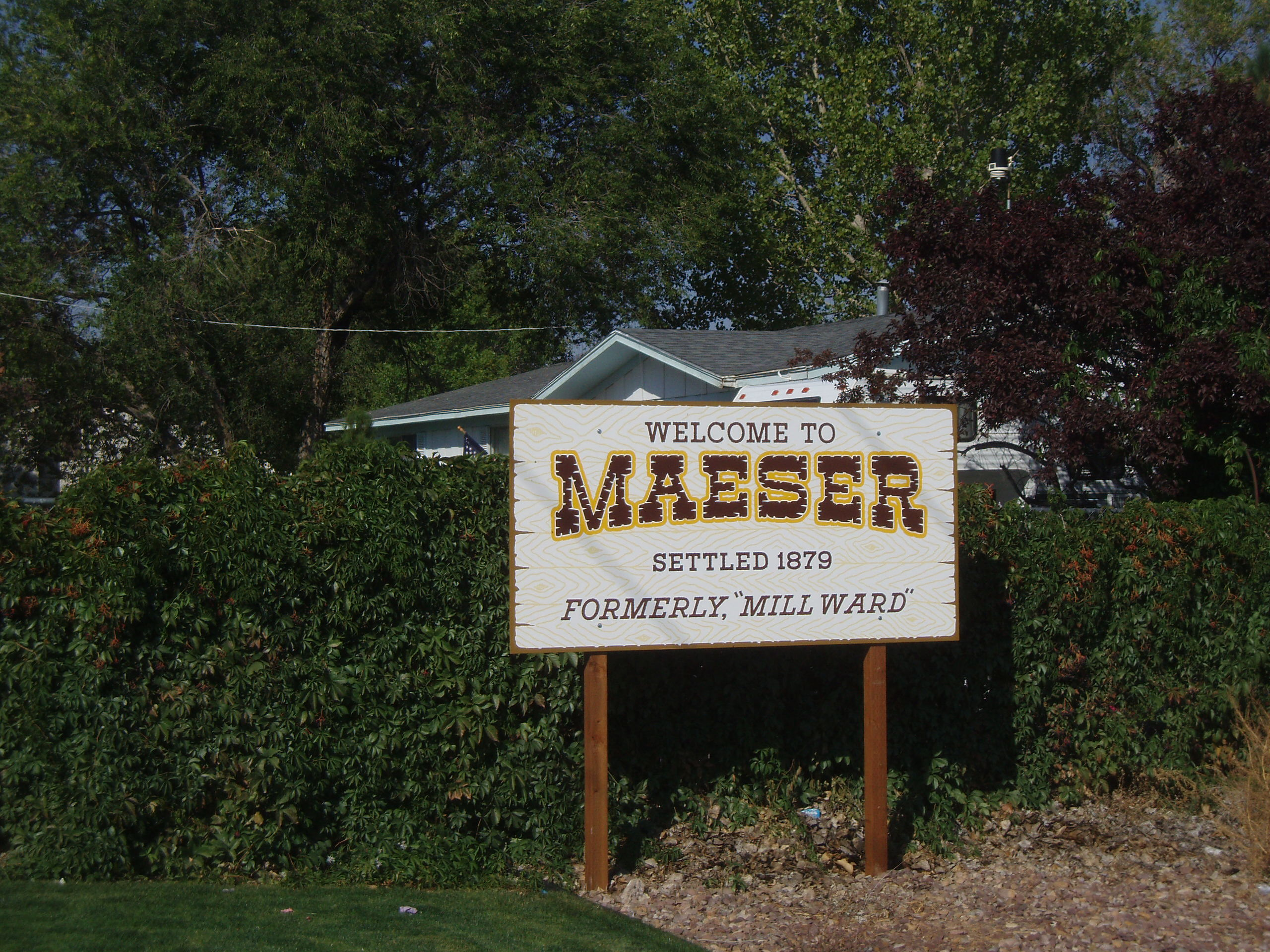
Entrée de Maeser.